# جوردون جراي
جوردون جراي (بالإنجليزية: Gordon Gray )‏ (و. 1910 – 1993 م) هو عالم عقيدة، وكاهن كاثوليكي، من المملكة المتحدة، ولد في اسكتلندا، توفي في إدنبرة، عن عمر يناهز 83 عاماً.

## مناصب
تولى منصب رئيس الاساقفة، والكاردينال، وأسقف.